# Aquí mando yo (programa de televisión)
Aquí mando yo fue un programa de televisión de género docu-reality que siguió y grababa a las familias en sus casas mientras ven la televisión. La voz en off correspondió a Miki Nadal. Se basaba en el programa británico Gogglebox. Debido a los malos resultados de audiencia únicamente se emitió un programa y la cadena decidió retirarlo temporalmente.

## Sinopsis
Programa de entretenimiento en el que se instalan cámaras en los hogares de los telespectadores retransmitiendo sus reacciones y opiniones ante lo que aparece en la pequeña pantalla. Los telespectadores revisan la programación de la semana anterior. La selección incluye hasta 18 familias, parejas y amigos de lugares de toda España, con gustos, relaciones y profesiones distintas. Miki Nadal pone la voz en off a esta crítica de la pequeña pantalla en clave de humor.

## Episodios y audiencias
| Temporada | Temporada | Episodios | Estreno             | Final               | Audiencia    | Audiencia | Audiencia |
| Temporada | Temporada | Episodios | Estreno             | Final               | Espectadores | Cuota     |           |
| --------- | --------- | --------- | ------------------- | ------------------- | ------------ | --------- | --------- |
|           | 1         | 1         | 15 de abril de 2016 | 15 de abril de 2016 | 1.401.000    | 8,4%      |           |

### Temporada 1 (2016)
| N.º (serie) | N.º (temp) | Título            | Fecha de emisión    | Audiencia |
| ----------- | ---------- | ----------------- | ------------------- | --------- |
| 1           | 1          | «¡Aquí mando yo!» | 15 de abril de 2016 | 8,4%      |